# J'y suis, j'y reste (Les Simpson)
Pour l’article homonyme, voir J'y suis, j'y reste.
J'y suis, j'y reste (France) ou Beaucoup de bruit pour rien (Québec) (Much Apu About Nothing) est le 23e épisode de la saison 7 de la série télévisée d'animation Les Simpson.

## Synopsis
Un ours débarque à Springfield. Finalement, cet être pacifique est renvoyé dans les collines, mais Homer encourage les habitants de Springfield à faire pression sur le maire Quimby pour créer une patrouille anti-ours. Mais, pour les habitants, elle coûte trop cher en taxes.
Quimby accuse alors les immigrés clandestins et lance un référendum sur ce qu'il appelle la « proposition 24 » (expulsion des immigrés). Homer, d'abord pour, constate que son ami Apu, le propriétaire indien du Kwik-E-Mart, est concerné. Apu se fait remettre des faux documents d'identité par des mafieux qui lui recommandent de s'américaniser complètement. Mais Apu se rappelle que ses parents lui ont dit de ne pas oublier qui il est. Il passe alors un examen d'obtention de la citoyenneté américaine pour rester à Springfield. Il réussit, malgré des révisions ratées.
Homer encourage les habitants de Springfield à voter non, mais la loi est adoptée. Les clandestins immigrés, comme l'Écossais Willie, sont expulsés par bateau.